# Yamagata Ridge
Yamagata Ridge är en bergstopp i Antarktis. Den ligger i Östantarktis. Australien gör anspråk på området. Toppen på Yamagata Ridge är 1 680 meter över havet, eller 230 meter över den omgivande terrängen. Bredden vid basen är 5,9 km.
Terrängen runt Yamagata Ridge är kuperad åt sydost, men åt nordväst är den platt. Trakten är obefolkad. Det finns inga samhällen i närheten.